# 1217 км (зупинний пункт)
1217 кіломе́тр — пасажирський залізничний зупинний пункт Лиманської дирекції Донецької залізниці.
Розташована між смт Андріївка та селом Кам'янка на виході автошляху Т 0512 з останнього у Волноваському районі Донецької області на лінії Маріуполь-Порт — Волноваха між станціями Кальчик (18 км) та Карань (4 км).
На платформі зупиняються приміські електропоїзди.